# Anosia pulchra
Anosia pulchra är en fjärilsart som beskrevs av John Kern Strecker 1900. Anosia pulchra ingår i släktet Anosia och familjen praktfjärilar. Inga underarter finns listade i Catalogue of Life.